# Banco Africano de Importación y Exportación

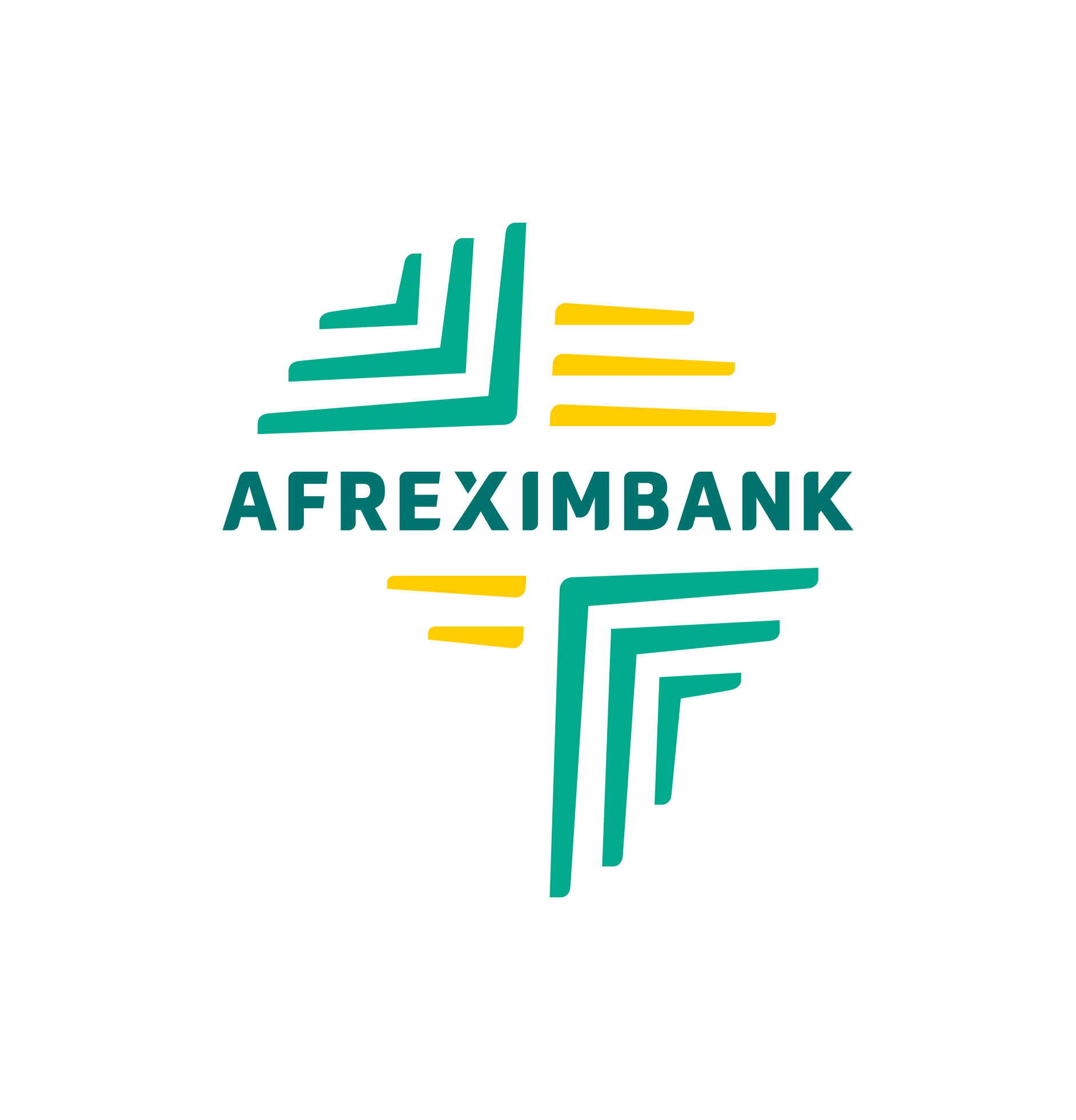
Logotipo de Afreximbank

El Banco Africano de Importación y Exportación (en inglés: African Export-Import Bank, acrónimo: Afreximbank) es una institución financiera internacional, con sede en El Cairo, Egipto, cuyo objetivo primario es promover y financiar el comercio dentro del continente africano y el comercio entre África y otros continentes.

## Ubicación
La sede del Afreximbank se encuentra en el número 72 (B) de la calle El Maahad El Eshteraky, en Heliópolis, barrio en la ciudad de El Cairo, la ciudad capital y más grande de Egipto. El banco mantiene dos sucursales: una en el número 2 de la calle Gnassingbe Eyadema, Asokoro, Abuya, la capital de Nigeria, y otra en el edificio Eastgate, tercer piso, ala norte, Puente de Oro, en Harare, la ciudad capital de Zimbabue y la más grande de ese país.

## Visión general
El Afreximbank es un gran organización multilateral de servicios financieros, con unos activos totales valorados, a diciembre de 2013, en 4,4 millardos de dólares estadounidenses ($) millones y un valor accionarial de 707 millones de $.

## Desarrollos recientes
La 23ª Reunión General Anual de los accionistas del banco se celebró del 18 al 24 de julio de 2016 en las Seychelles. Esta reunión fue la primera presidida por el presidente Dr. Benedict Oramah.

## Accionariado
A junio de 2013, los 125 accionistas del banco se dividían en 4 categorías:
- Clase "A" - gobiernos africanos, bancos centrales africanos, e Instituciones regionales africanas.
- Clase "B"  - inversores privados africanos e instituciones financieras africanas.
- Clase "C"  - instituciones financieras no africanas, agencias de crédito a la exportación e inversores privados.
- Clase "D" Accionistas - otras instituciones e individuos.[6]